# 清野ゆり
清野 ゆり（せいの ゆり、1990年2月14日 - ）は、日本の着エロアイドル、AV女優。

## 人物・来歴
- 所属：EDOYA CREATE
- 特技：ピアノ（12年）・コントラバス・英語（英検2級）

## 略歴
長野県出身。
2011年3月にMUTEKIよりAVデビュー。

## 出演作品

### イメージビデオ
2008年
- 「清野ゆり　はじめて～処女の挑戦～」（12月19日、Blue ribon）

2009年
- 「清野ゆり 処女の冒険 」（4月24日、ビデオメーカー ）
- 「処女ドル写女デビュー 清野ゆり 」（8月20日、EX写女 ）

2010年
- 「ラストバージン 清野ゆり」（11月26日、キングダム ）

### アダルトビデオ
2011年
- 「処女ドル　AV解禁」（3月1日、MUTEKI）